# Marta Barrachina Mateu
Marta Barrachina Mateu (la Vall d'Alba, 1982) és una política valenciana, alcaldessa del seu municipi des de 2015 i presidenta de la Diputació de Castelló des de 2023 pel Partit Popular (PP).
Tècnica d'Educació Infantil de formació, Barrachina inicia la seua carrera política amb 21 anys quan resulta elegida regidora de l'ajuntament de la Vall d'Alba (la Plana Alta) a l'equip de govern de l'alcalde Francisco Martínez Capdevila, revalidant l'acta a les consecutives eleccions municipals de 2007 i 2011. A la convocatòria de 2015 va encapçalar la candidatura del PP i aconseguí l'alcaldia per majoria absoluta, així com també l'any 2019 i 2023. A més a més el 2019 fou designada diputada provincial i va ascendir a la presidència de la Diputació de Castelló després de les eleccions de 2019 en què el PP va recuperar la institució amb majora absoluta. Va aconseguir l'acta de diputada a les Corts Valencianes a les eleccions de 2023 però va renunciar per centrar la seua activitat a la Diputació.
En l'àmbit orgànic Marta Barrachina és la presidenta provincial del PP des del congrés de 2017.